# Agathia aquilonis
Agathia aquilonis là một loài bướm đêm trong họ Geometridae.